# هنی موآن
هنی موآن (انگلیسی: Henny Moan) (زادهٔ ۲۲ فوریهٔ ۱۹۳۶ – درگذشتهٔ ۸ سپتامبر ۲۰۲۴) یک هنرپیشه اهل نروژ بود. وی سابقه طولانی در تئاتر داشت، اما بیشتر به خاطر نقش‌هایش در برخی از آثار کلاسیک سینمای نروژ، مانند فیلم‌های نه جان (۱۹۵۷) و «دریاچه مردگان» (۱۹۵۸) که نامزد جایزه اسکار شد، شناخته می‌شود. موان ازدواج اولش با نویسنده آندره بژرک بود و بعدها با خواننده اوله پاوس ازدواج کرد.
موآن در ۸ سپتامبر ۲۰۲۴، در سن ۸۸ سالگی درگذشت.